# Nazario e Celso
Nazario, o anche Nazaro o Nazzaro, e Celso (morti a Milano nel 76) furono due martiri cristiani, venerati dalla Chiesa cattolica e da quella ortodossa.

## Agiografia
Sappiamo dalla biografia di sant'Ambrogio che questi, nel 395, trovò i corpi di due martiri, Celso e Nazario, sepolti in un campo appena fuori della città di Milano.
La storia della loro vita è tramandata interamente dalla tradizione agiografica, la quale antepone la vicenda al I secolo e fa dei due martiri gli evangelizzatori di numerose località dell'Italia settentrionale.
Nazario sarebbe stato un cittadino romano di famiglia ebrea e legionario. Discepolo di Pietro, ricevette il battesimo dal futuro papa Lino. Per sfuggire alle persecuzioni contro i cristiani e forse inviato da Lino, lasciò Roma e si recò in alcune zone della Lombardia. Passò in particolare anche a Piacenza e a Milano, dove avrebbe incontrato in carcere i compagni di fede Gervasio e Protasio.

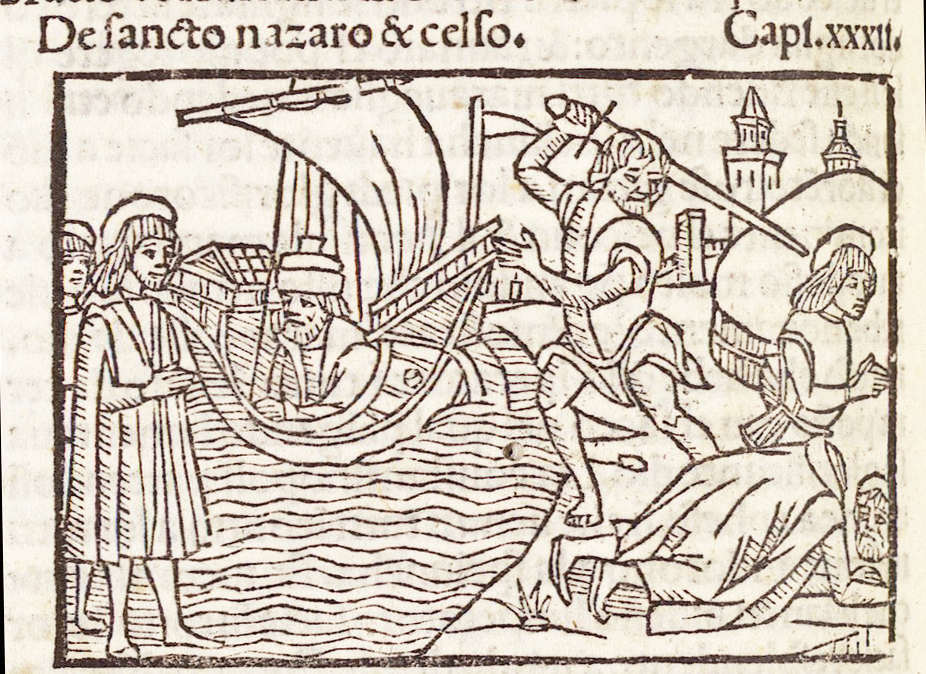
Nazario e Celso nella Legenda Aurea (1497)

Successivamente iniziò l'evangelizzazione delle Gallie, dove gli fu affidato Celso, che aveva appena nove anni, da una matrona della Gallia. Celso ricevette dal maestro l'educazione alla fede cristiana e il battesimo. Insieme proseguirono nell'opera di diffusione della nuova fede, viaggiando per la Francia meridionale e arrivando a Treviri. Qui avrebbero subito numerose persecuzioni e sarebbero stati arrestati. Tuttavia Nazario, in quanto cittadino romano, non subì torture, ma venne inviato a Roma per subire un regolare processo e, davanti al rifiuto di rinnegare la sua fede e sacrificare agli dèi romani, venne condannato a morte. Secondo altre fonti la condanna a morte venne decisa dal governatore di Ventimiglia. Ad ogni modo, insieme a Celso, venne imbarcato su una nave che doveva portarli al largo, dove sarebbero stati gettati in mare.
I due tuttavia scamparono alla morte a causa di un nubifragio. La leggenda vuole che, gettati in mare, presero a camminare sulle acque. Si scatenò allora una tempesta che terrorizzò i marinai, i quali chiesero aiuto a Nazario. Le acque si calmarono immediatamente. La nave sarebbe infine approdata a Genova, e qui Nazario e Celso proseguirono la loro opera evangelizzatrice in tutta la Liguria negli anni 66 e 67. Si spinsero poi fino a Milano, dove infine vennero arrestati e nuovamente condannati a morte dal prefetto Antolino. La sentenza fu eseguita per decapitazione nell'anno 76.

## Culto

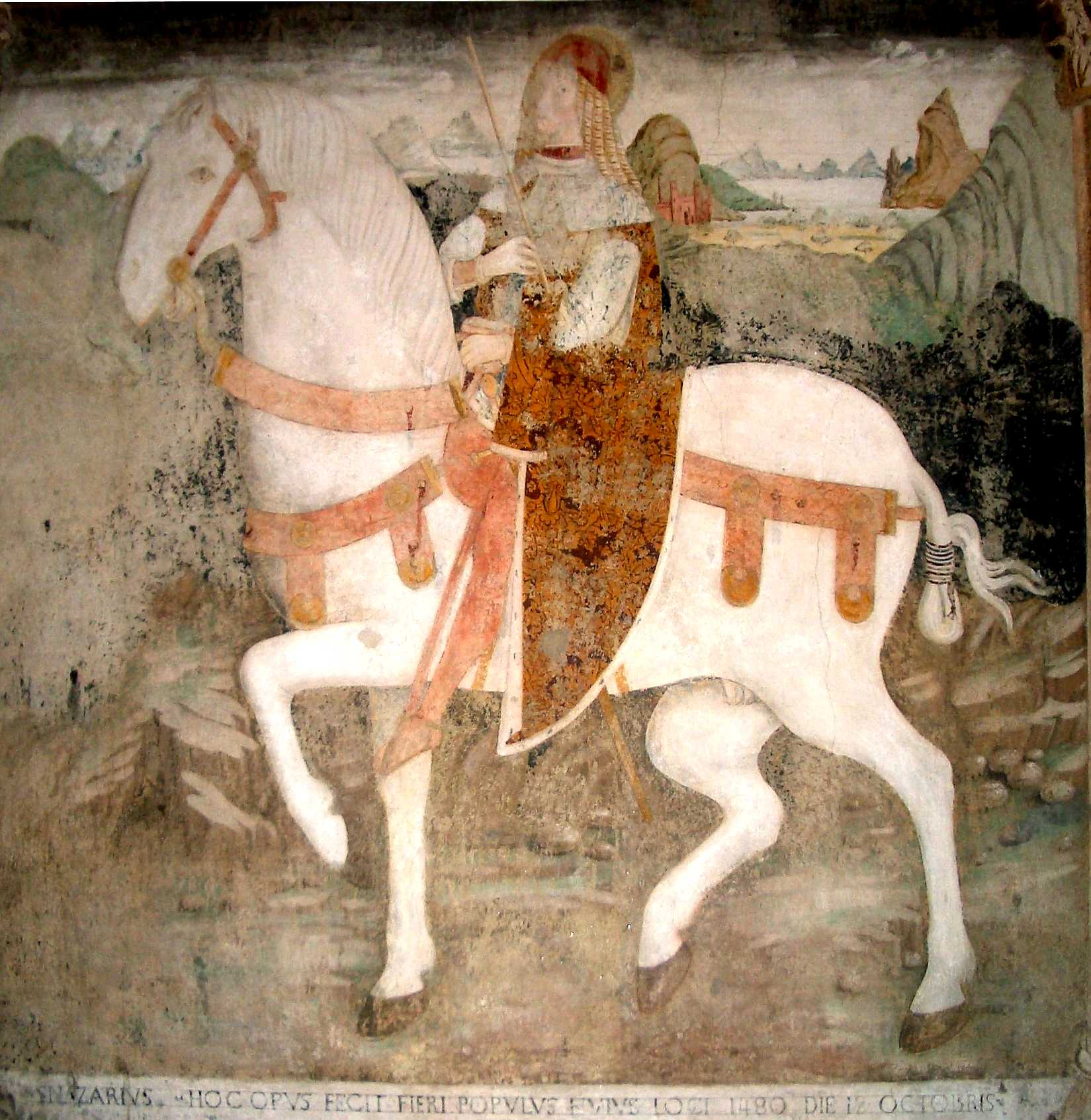
San Nazario a cavallo in un affresco del 1480 a San Nazzaro Sesia.

Il ricordo di Nazario e Celso si perse fino al ritrovamento dei corpi da parte di sant'Ambrogio. Il grande vescovo di Milano nel 395 ebbe un'ispirazione, che lo guidò alla riesumazione di due corpi sepolti in un frutteto di celsi nella Contrada dell'attuale Quartiere Quadronno. Uno dei corpi, decapitato ma incorrotto, fu ritenuto quello di Nazario e fu trasportato davanti a Porta Romana, dove venne eretta una basilica in suo onore. Nel luogo del ritrovamento delle ossa del secondo, ritenute quello di Celso, sorse un'altra basilica.
Presso Trivento in Molise si trova l'antica Cattedrale dei Santi Nazario, Celso e Vittore, di antiche origini, eretta sopra un tempio romano, oggi cripta di San Casto.

La Chiesa cattolica li festeggia il 28 luglio, quella ortodossa il 14 ottobre. Dal Martirologio Romano: